# AgustaWestland AW101
L'AgustaWestland AW101 è un elicottero multiruolo medio pesante da 15 tonnellate, utilizzato in ambito militare e civile, propulso da tre turbine. È stato sviluppato grazie ad un'associazione d'imprese tra l'italiana Agusta e la britannica Westland Aircraft per soddisfare il requisito di un elicottero multiruolo per impiego navale. Successivamente le due aziende si fusero nella società AgustaWestland, il cui pacchetto azionario venne poi rilevato interamente da parte di Finmeccanica. Dal 1º gennaio 2016 le attività di AgustaWestland sono confluite nel settore elicotteri di Finmeccanica, rinominata, dal 2017, Leonardo divisione elicotteri. Alcuni operatori, tra cui le forze armate di Regno Unito, Danimarca, Norvegia e Portogallo, utilizzano il nome Merlin per i loro AW101 in servizio. L'elicottero viene prodotto presso gli stabilimenti di Yeovil in Inghilterra, di Vergiate e Brindisi in Italia. Sono stati assemblati su licenza alcuni esemplari anche in Giappone e negli Stati Uniti d'America.
Prima del 2007, l'elicottero è stato commercializzato con il nome EH101. Il nome originale doveva essere EHI 01, ma un errore di trascrizione su una nota scritta a mano portò al cambiamento in EH101 e la designazione rimase. Nel 2000, a seguito della fusione tra Agusta e Westland Helicopters, il modello venne designato come AW101. L'AW101 effettuò il primo volo nel 1987 ed entrò in servizio nel 1999. Dall'inizio dell'introduzione in attività, l'AW101 ha sostituito molti precedenti modelli di elicottero, quali il Sea King, nel ruolo di elicottero da trasporto medio, lotta antisommergibile ed elicottero imbarcato.
La Royal Canadian Air Force (RCAF) impiega una variante dell'AW101, designata CH-149 Cormorant, per il ruolo di ricerca e soccorso in mare. Un'altra variante, designata VH-71 Kestrel, fu realizzata per venire impiegata come elicottero per il trasporto del presidente degli Stati Uniti; ma in seguito il programma è stato cancellato. Operatori civili utilizzano AW101 per il trasporto passeggeri e VIP. L'elicottero è stato impiegato in teatri di combattimento a supporto di forze di coalizione nelle guerre in Iraq ed in Afghanistan.

## Storia
Nella primavera 1977, il Ministero della difesa britannico emise un requisito per un elicottero antisommergibile per sostituire i Westland Sea King della Royal Navy. La Westland propose in risposta con un progetto indicato come WG.34 che fu approvato dai militari per il successivo sviluppo. Nel frattempo, anche la Marina Militare era alla ricerca di un sostituto per i suoi Sea King prodotti su licenza dalla Agusta, il che portò quest'ultima a intavolare delle discussioni con la Westland per un possibile sviluppo comune. Tra le due società venne finalizzato un accordo che portò nel novembre 1979 alla creazione di una nuova società dal nome EH Industries Limited (EHI), con sede a Londra e attivata nel giugno dell'anno successivo per seguire il progetto. Man mano che gli studi progredivano, la EHI si rese conto del mercato potenziale per elicotteri con le stesse caratteristiche di quelli richiesti dalle marine militari britannica e italiana.

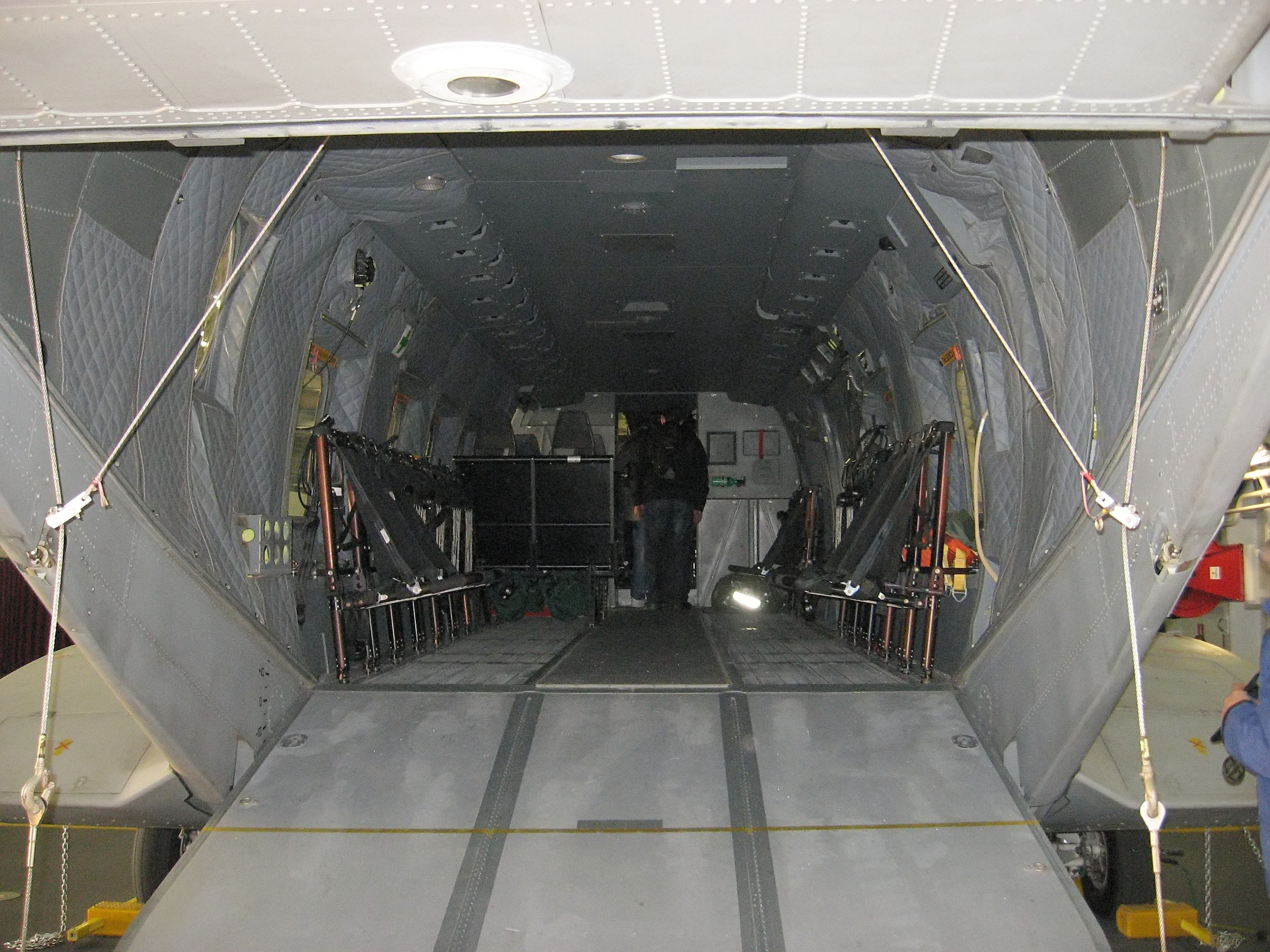
L'interno di un EH 101

Il 12 giugno 1981, il Regno Unito confermò la sua partecipazione al programma, finanziando un budget iniziale di 20 milioni di sterline per lo sviluppo di 9 esemplari di preserie. Al Salone internazionale dell'aeronautica e dello spazio di Parigi-Le Bourget del 1985, la Agusta espose un mock-up di una versione multiruolo del nuovo elicottero, preliminare rispetto alle versioni personalizzate. Dopo un lungo periodo di sviluppo, il primo prototipo volò il 9 ottobre 1987.
Nel corso dello sviluppo, è stata messa a punto una versione civile dal nome Heliliner.
L'EHI ha cambiato nome nel gennaio 2004 in AgustaWestland International Limited come effetto della fusione tra le due aziende aeronautiche. Di conseguenza nel 2007 l'EH101 è stato rinominato AW101.
Nel 2005, il Dipartimento della Difesa degli Stati Uniti d'America ha scelto tra una rosa di tre candidati il progetto industriale US-101 presentato dall'alleanza Lockheed Martin-AgustaWestland. La commessa è stata annullata dal Governo degli Stati Uniti, prendendo spunto dall'esplosione dei costi. Sull'esito ha influito principalmente l'azione di lobby di Sikorsky, storico fornitore della Casa Bianca, che mal sopportava di essere stato soppiantato dall'azienda italo-britannica.
L'elicottero sotto il nome di VH-71 Kestrel, doveva essere utilizzato per costituire la nuova flotta elicotteristica del Presidente degli Stati Uniti assumendo il codice di chiamata "Marine One".
Attualmente l'AW101 è in corsa per la fornitura all'Aeronautica degli Stati Uniti di un nuovo tipo di elicottero da ricerca e soccorso in combattimento (CRH) e per la fornitura di 2 varianti alla Polonia.
Il primo acquirente internazionale dell'AW101 è l'Algeria che ha firmato un ordine di 6 esemplari a fine novembre 2007.
Nel marzo 2010 l'aeronautica militare indiana sceglie l'AW101 come elicottero da impiegare per il trasporto governativo e ne ordina 12 esemplari. Il contratto è stato poi cancellato a causa delle accuse, poi rivelatesi non fondate, di corruzione per l'aggiudicazione della commessa. L'AgustaWestland avrebbe dovuto fornire, inoltre, all'aeronautica militare indiana anche cinque anni di supporto logistico e l'addestramento iniziale dei piloti e degli specialisti, per un valore di 560 milioni di euro.
L'AW101 è dal 2015 in dotazione anche all'Aeronautica Militare italiana per le operazioni di "Combat SAR" e le "Special Operations". La macchina, che la forza aerea ha designato HH-101 CAESAR, è oggetto di un'esigenza per 12 esemplari (più tre opzioni). Derivato dall'esperienza del modello EH-101 ASH in forza alla Marina Militare era originariamente definito EPAM (Elicottero Pesante Aeronautica Militare). Il contratto per i primi due è stato firmato da Armaereo nel dicembre 2010, con consegne previste fino alla fine del 2019.
La macchina è stata prescelta dall'aeronautica militare norvegese in un contratto da 1,15 miliardi di euro, per 16 elicotteri da fornire entro il 2020, con addestramento dei piloti ed una opzione per altri sei elicotteri.
Il 12 giugno 2017 è stato inaugurato in Norvegia il centro di addestramento di Leonardo per l’AW101, presso l'aeroporto di Stavanger-Sola. Il centro di formazione è dotato di un nuovo Full Flight Simulator (FFS) dell’AW101 e costituisce un punto di riferimento per l’addestramento degli equipaggi norvegesi e di piloti provenienti da altri Paesi.

## I molti nomi operativi

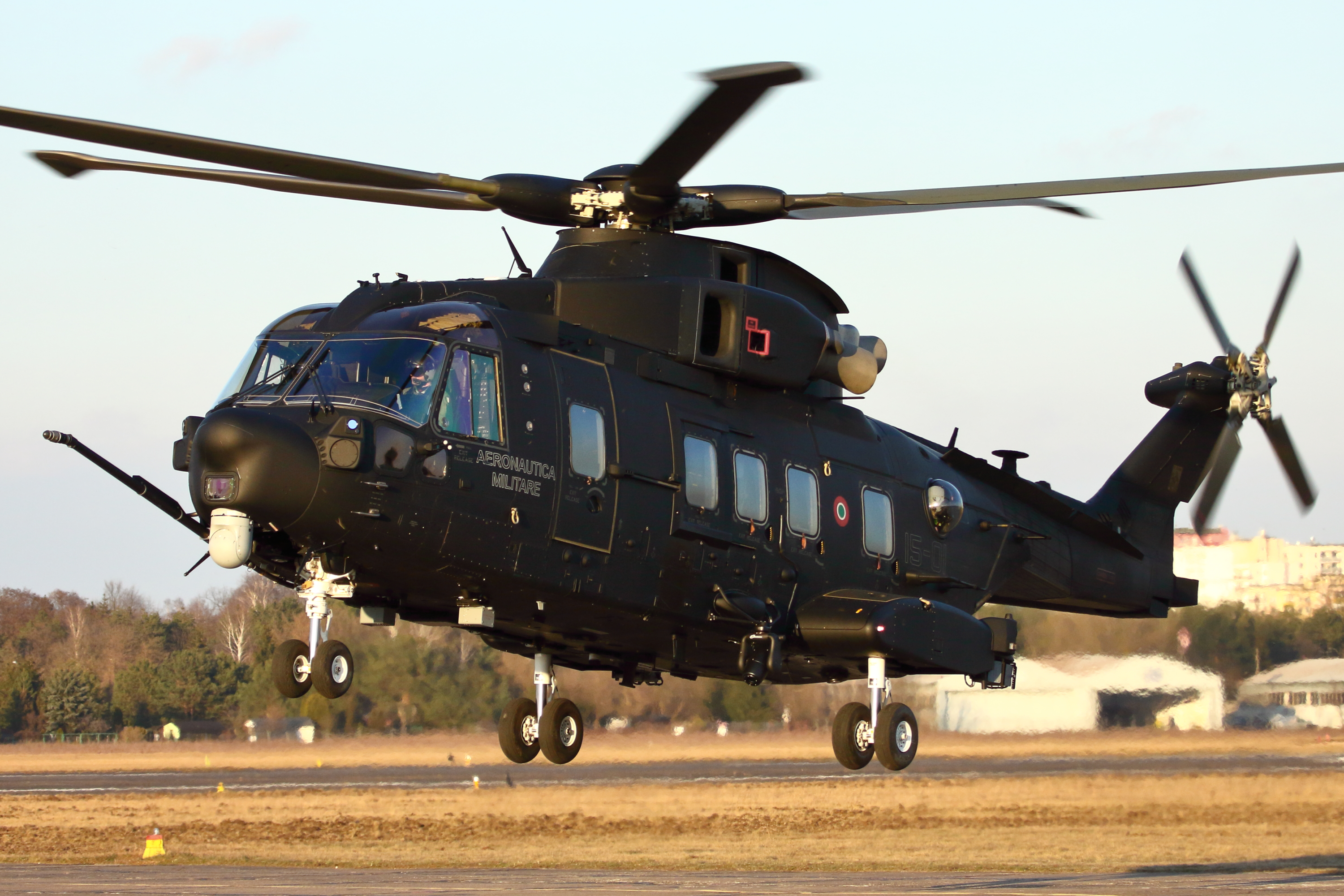
HH-101A Caesar

- AW-101 ASW/ASuW

per caccia antisommergibile e guerra di superficie.
- AW-101 AS2H

come gli ASW/ASuW ma con capacità di pattugliamento potenziate e un peso massimo al decollo di 15600 kg.
- AW-101 HEW

per scoperta radar.
- AW-101 UTILITY

per trasporto generico.
- AW-101 ASH

per assalto anfibio, versione potenziata.
- AW-101 NAWSARH (Norwegian All Weather Search And Rescue Helicopter)

denominazione utilizzata in Norvegia, la configurazione NAWSARH è una configurazione da Search and rescue.
- CH-149 Cormorant

denominazione utilizzata in Canada.
- HH-101A Caesar Mission Enanched

designazione degli esemplari dell'Aeronautica Militare italiana che saranno utilizzati per il Combat SAR, Operazioni Speciali e Supporto Tattico Operazioni Speciali. Piattaforma particolarmente avanzata a livello mondiale per quanto riguarda la parte di guerra elettronica.
- US-101 o VH-71 Kestrel

denominazione utilizzata negli Stati Uniti.
- MCH-101

versione prodotta su licenza dalla Kawasaki Heavy Industries per la marina militare giapponese
- CH-101

Modello imbarcato sulla nave da ricerca giapponese impegnata in attività in Antartide.
- Merlin Crowsnest

Modello imbarcato in configurazione da scoperta radar dotato della suite da scoperta radar Thales Cerberus, versione migliorata della stessa versione installata sui Sea King ASaC Mk.7.

## Utilizzatori

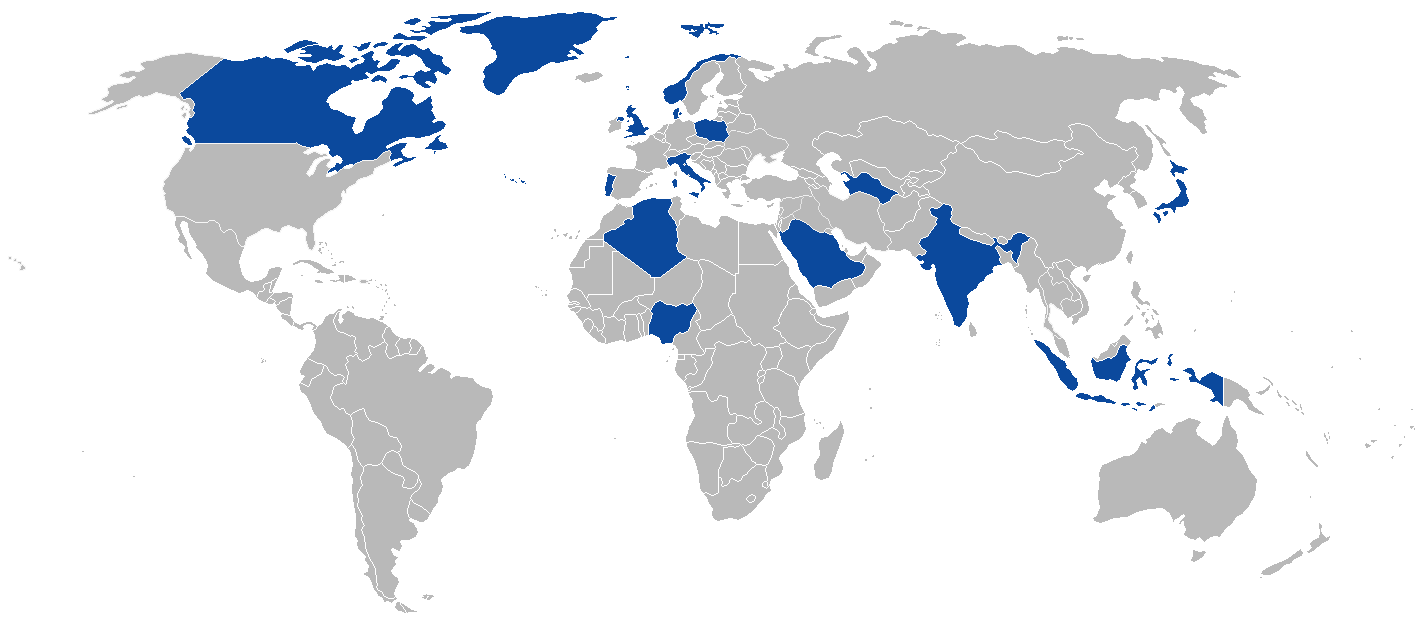
Operatori dell'AW101

### Civili

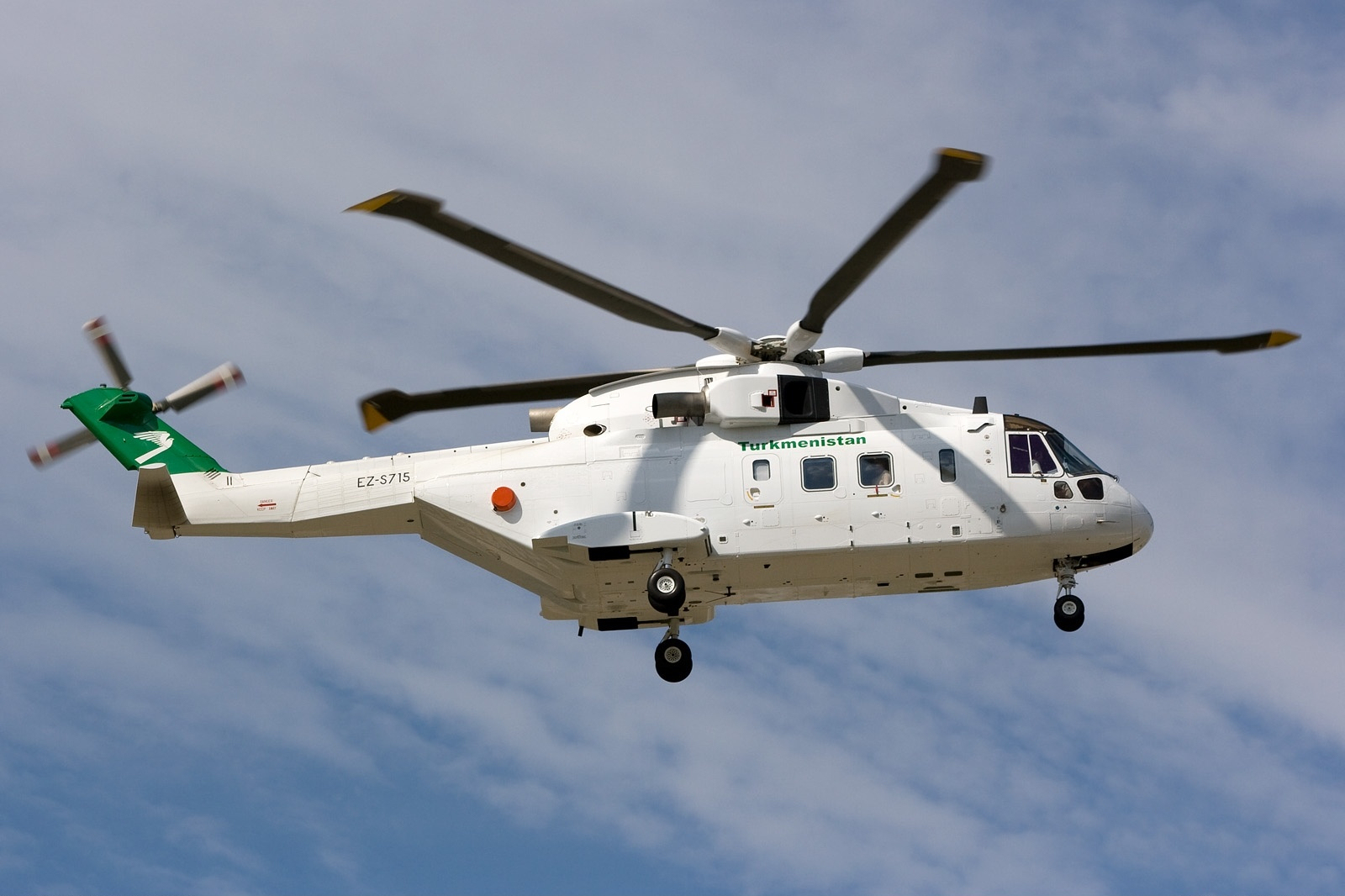
EH101 VVIP della Turkmenistan Airlines

Turkmenistan
- Turkmenistan Airlines

2 AW101 VVIP per il trasporto VIP ordinati nel 2010, con il primo esemplare consegnato nel 2013.

### Governativi
Giappone

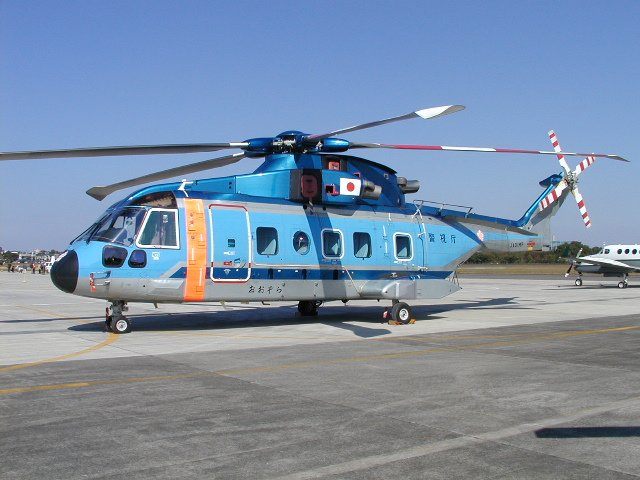
EH101 della polizia di Tokyo.

- Dipartimento della Polizia metropolitana di Tokyo

1 EH-101 della versione civile acquistato nel 1998 e consegnato nel 1999.

### Militari

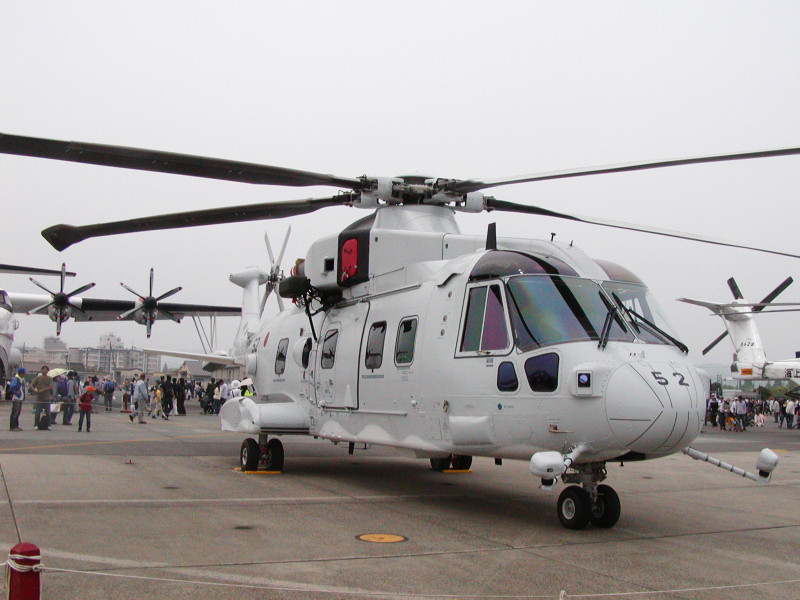
MCH-101 delle Forze di autodifesa giapponesi.

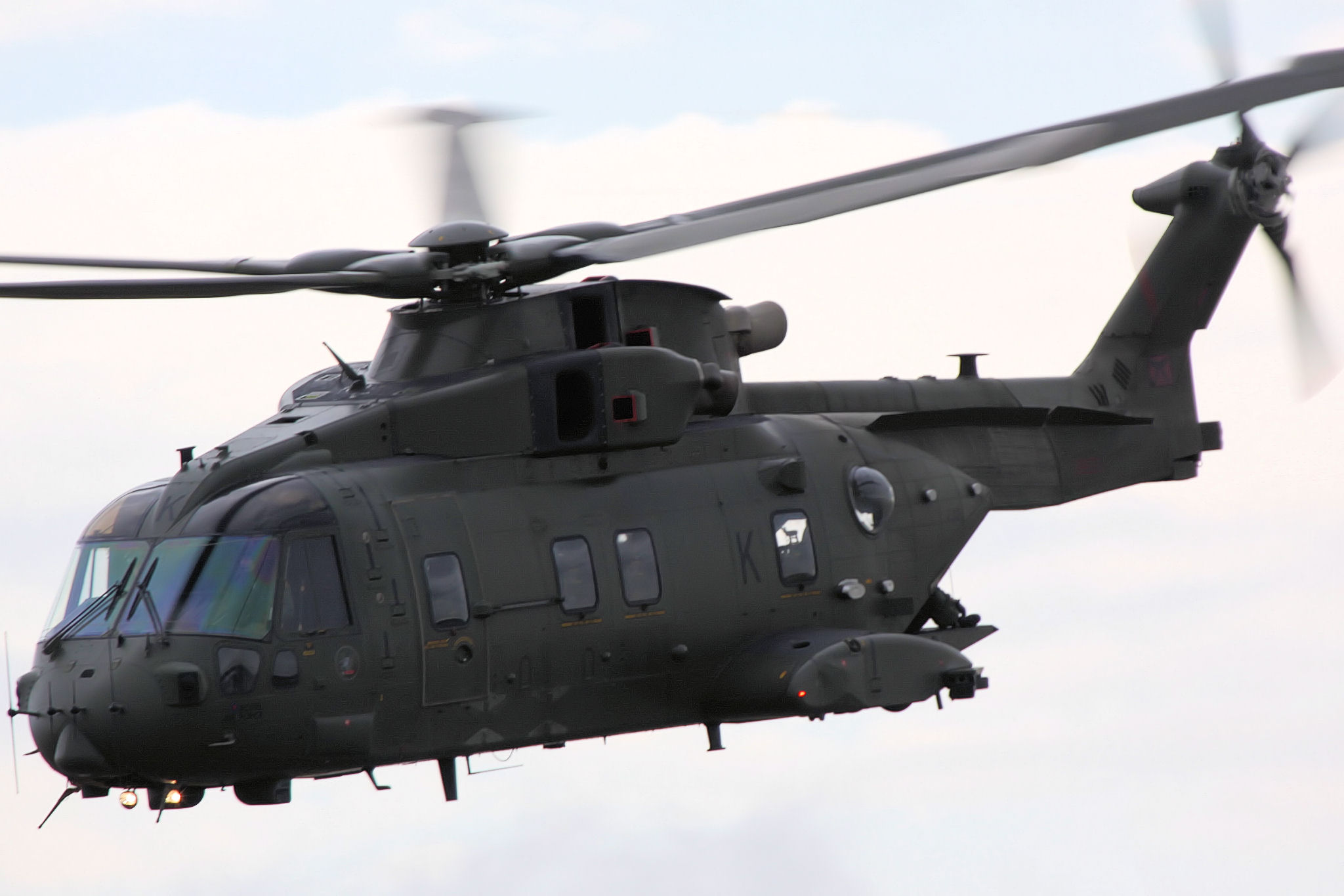
Merlin HC3 delle Royal Air Force.

Algeria
- Al-Quwwat al-Jawwiyya al-Jaza'iriyya

6 AW101 Mk. 641 in versione SAR in cogestione con la Marine Algérienne ricevuti a partire dal 2011, dei quali uno perso a maggio 2017 ed uno a dicembre 2020. 2 AW101 Mk. 642 da trasporto VIP consegnati a partire dal 2013.
 Arabia Saudita
- Al-Quwwat al-Jawwiyya al-Sa'udiyya

nel 2008 ha sottoscritto un ordine per 2 AW101 Srs.640 Merlin da impiegare per il trasporto della casa regnante e dei vertici dello stato.
 Canada
- Royal Canadian Air Force

All'ottobre 2019, opera con 14 esemplari di CH-149 Cormorant dei 15 esemplari ordinati, in quanto un esemplare è stato perso in un incidente. Ad ottobre 2019 è stato deciso che la flotta sarà aggiornata ed ampliata con ulteriori 2 esemplari (salendo a 16) dei 9 VH-71 Kestrel acquistati dagli Stati Uniti e mai entrati in servizio come "Marine One" (ma tenuti in hangar in buone condizioni), i restanti cinque dei quali sarà utilizzata o come fonte di parti di ricambio, oppure per un nuovo ampliamento della flotta fino a 21 esemplari. A dicembre 2022 è stato firmato un contratto per l'aggiornamento di 13 esemplari attualmente in organico ad uno standard simile agli AW101 Mk612 SAR Queen norvegesi, più l'aggiornamento e l'immissione in organico di 3 dei 9 VH-71 acquistati dagli Stati Uniti.

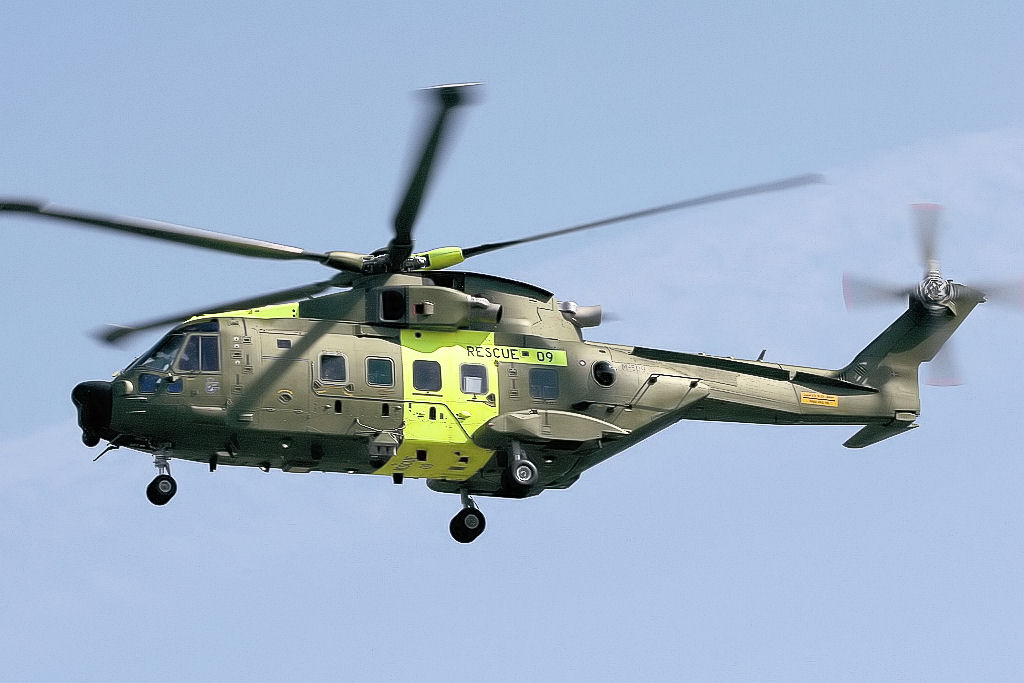
Rescue 09 - EH101 della Flyvevåbnet danese utilizzato per Ricerca e salvataggio.

 Danimarca
- Flyvevåbnet

14 tra AW101 Model 512 SAR e AW101 Model 512 TTT consegnati e tutti in servizio al luglio 2019.
 Giappone
- Kaijō Jieitai

10 MCH-101 per la caccia alle mine e 3 CH-101 da trasporto ordinati nel 2003 con consegne a partire dal 24 maggio 2006. Un ulteriore esemplare ordinato nel 2022.
 India
- Bhāratīya Vāyu Senā

3 AW101 da impiegare per il trasporto governativo. I restanti 9 originariamente ordinati saranno oggetto di arbitrato internazionale;
 Indonesia
- Tentara Nasional Indonesia Angkatan Udara

3 AW 101VVIP ordinati.
 Italia
- Aeronautica Militare

12 (+ 3 opzioni) HH-101 per il combat SAR.;
Il 9 luglio 2015 è stato consegnato al 15º Stormo di Cervia il primo elicottero HH-101A. La forza aerea italiana utilizzerà quest'aeromobile per missioni di supporto aereo alle operazioni speciali, per l'intercettazione di aeromobili lenti e per il recupero di persone, civili e militari, in aree di crisi. 6 esemplari in servizio all'agosto 2019. La versione CSAR (Combat Search And Rescue) destinata ad eseguire missioni in un ambiente operativo caratterizzato dalla presenza di diverse minacce è dotata di suite EW, progettata e fornita da ELT, concepita per supportare qualsiasi tipo di operazioni correlate alle attività di ricerca e soccorso svolte in tempo di guerra o all'interno o in prossimità di zone di combattimento, come il recupero di equipaggi abbattuti, l'infiltrazione e l'esfiltrazione di squadre speciali, operazioni umanitarie in scenari di tipo bellico. La suite di guerra elettronica, composta da sistemi RWR\ESM\ECM e DIRCM (contromisure direzionali agli infrarossi) è in grado di rilevare, identificare e valutare la presenza di qualsiasi tipo di minaccia e fornire le contromisure specifiche per proteggere la piattaforma e consentire il compimento della missione, sia che la minaccia provega da un sistema d'arma a guida radar, sia da un missile a guida a infrarossi.
- Marina Militare

il 1º Gruppo elicotteri e il 3º Gruppo elicotteri hanno ricevuto ed hanno in carico 22 esemplari di AW101, di cui: 
- N° 10 ASuW/ASW (Ruolo Antisommergibile e Antinave per la linea volo di nave Cavour);
- N° 4 HEW (Ruolo scoperta Aerea e Missilistica a bassa quota);
- N° 8 ASH (Ruolo Trasporto Truppe Anfibie). Nell'ottobre 2010 tre AW-101 della Marina Militare appartenenti al 1º Gruppo elicotteri della base aerea di Luni-Sarzana (La Spezia) sono stati inviati in Afghanistan per unirsi alle forze ISAF, i tre elicotteri, che sono stati trasportati da un C-17 dell'USAF, fanno parte del Task Group Shark comprendente un totale di 67 militari tra equipaggi di volo, tecnici per la manutenzione degli elicotteri, personale amministrativo, logistico e medico oltre a fucilieri del Reggimento San Marco per compiti di protezione e sicurezza; i tre elicotteri, dotati di sistemi di auto protezione e di visione notturna (NVG) saranno impiegati per missioni di sorveglianza, pattugliamento, scorta convogli ed evacuazione medica (MEDEVAC) prevalentemente nell'Afghanistan occidentale operando dalla base di Herat, dove si trova anche il comando italiano. I quattro elicotteri da scoperta radar saranno riconvertiti alla versione ASH da elisbarco.

 Nigeria
- Nigerian Air Force

2 AW101 in configurazione da trasporto VIP consegnati tra il 2015 ed il 2016, e tutti in servizio all'ottobre 2018.
 Norvegia
- Kongelige Norske Luftforsvaret

16 AW101 SAR ordinati il 19 dicembre 2013, con il primo elicottero arrivato presso il Norway Training Center a novembre 2017, e divenuto operativo (insieme agli altri 7 esemplari consegnati) ad ottobre 2020.
 Polonia
- Marynarka Wojenna

4 AW101 ordinati con un contratto del valore di 380 milioni di euro (1,65 miliardi di zloty) ad aprile 2019, con consegne entro il 2022. Le macchine saranno destinate a vari compiti, compresi il contrasto alle minacce sottomarine, la ricerca e soccorso e il recupero di personale. Primi tre esemplari consegnati l'8 dicembre 2023.
 Portogallo
- Força Aérea Portuguesa

il 751 Squadron "Pumas" è equipaggiato con 12 esemplari di AW101 ricevuti a partire dal 2005, di cui sei Model 514 allestiti per missioni SAR e sei Model 515 allestiti per sorveglianza marittima.
 Regno Unito
- Royal Navy

vola con 40 esemplari di AW101 HM1 Merlin e 25 HC4/4A ex RAF HC3/3A che, dopo un processo di navalizzazione, sono stati consegnati tra il giugno 2018 ed il dicembre 2022, per essere utilizzati per il trasporto dei Royal Marines.
- - 700M Naval Air Squadron (Operational Evaluation Unit)
  - 814 Naval Air Squadron
  - 820 Naval Air Squadron
  - 824 Naval Air Squadron
  - 829 Naval Air Squadron
- Royal Air Force

operava con 28 AW101 Merlin; (nelle versioni HC3 e HC3A), 25 dei quali ceduti alla Royal Navy nel 2018.
- - No. 28 Squadron RAF, RAF Benson
  - No. 78 Squadron RAF, RAF Benson